# Cylistosoma obliquum
Cylistosoma obliquum är en skalbaggsart som först beskrevs av Lewis 1902.  Cylistosoma obliquum ingår i släktet Cylistosoma och familjen stumpbaggar. Inga underarter finns listade i Catalogue of Life.